# Lorenzo el Viejo
Lorenzo de Juan de Médici, conocido como Lorenzo el Viejo (Florencia, c. 1395-ibidem, 1440) fue un banquero italiano de la familia Médici, hermano menor de Cosme el Viejo y cabeza de la rama Popolano de la familia, que se hiciera más adelante conocida por su descendiente Cosme I de Médici, tras la extinción de la rama principal.

## Biografía
Era hijo de Juan de Médici y de Piccarda Bueri, tuvo como tutor al célebre humanista y canciller de Florencia, Carlo Marsuppini.
En 1416 contrajo matrimonio con Ginevra Cavalcanti, con quien tuvo dos hijos:
- Francisco, quien no tuvo descendencia;
- Pierfrancesco, conocido como El Viejo, de quien deriva la estirpe Popolano de los Médici.

Siempre estuvo muy ligado a su hermano mayor, y se trasladaron juntos a Ferrara, Verona y Venecia al huir de la peste que asoló a Florencia durante 1430. 
En 1433 se encontraba en la Villa del Trebbio cuando Cosme fue arrestado bajo la acusación de tiranía. Intentó armar un ejército para entrar a Florencia y liberar a su hermano pero fue disuadido. Por lo que toma a sus hijos y a los hijos de Cosme y los llevó con él a Venecia donde Cosme había sido exiliado, haciendo una entrada triunfal con su hermano.
Lorenzo se dedicó principalmente a los negocios, en el banco familiar que su padre les heredó. Siempre a la sombra de su hermano desde un punto de vista político, recibió sin embargo algunos cargos: miembro de los Diez de Balia (1431), Embajador en Venecia (1429), Embajador en Roma (1431) y Embajador en Ferrara (1438).
En 1435 se trasladó a Roma para seguir de cerca los negocios del Banco Médici con el Pontífice Eugenio IV. 
Según las fuentes de la época, era un hombre de buena salud (a diferencia de su hermano y sus descendientes, quienes heredaron la condición enfermiza de Cosme), activo, amante del campo, de la caza y de los perros.
Falleció en 1440 en Villa Careggi y fue sepultado en la Capilla Médici, en la Basílica de San Lorenzo de Florencia.. Sus hijos pasaron al cuidado de su tío Cosme al quedar huérfanos.

## En la ficción
Desde octubre de 2016 Lorenzo es interpretado por el actor Stuart Martin en la miniserie Medici: Masters of Florence.